# キムカズの上天草時間
『キムカズの上天草時間』（キムカズのかみあまくさじかん）は、2018年7月1日から熊本放送運営のRKKラジオで放送されているラジオ番組。
熊本県上天草市の観光情報などを提供している番組で、市内の様々な人物をゲストに迎えて行われる。番組の収録は、熊本放送本社のラジオ第2スタジオで行われている。
パーソナリティは、熊本放送アナウンサーの木村和也が務めている。番組が『上天草時間』→『キムカズ＆MICAの上天草時間』と題して放送されていた頃には、木村のほかに上天草市出身シンガーソングライターのMICAもレギュラー出演していた。放送初回から3年以上にわたって木村のパートナーを務めてきた彼女が番組を卒業し、番組タイトルも『キムカズの上天草時間』に変更されてからは、替わってこの地域に縁のある人々が入れ代わり立ち代わりでパートナーを務めている。なお、MICAはレギュラーを降りた後も、たびたび番組にゲストという形で出演している。

## 放送時間
いずれも日本標準時。
- 日曜 9:45 - 9:55（2018年7月1日 - 2019年3月31日） - この当時は10分間のミニ番組として放送。
- 日曜 9:30 - 9:55（2019年4月7日 - 2021年3月28日） - これ以後は25分番組として放送。
- 日曜 10:05 - 10:30（2021年4月4日 - ）